# Bandera de Cerdanyola del Vallès
La bandera oficial de Cerdanyola del Vallès té la següent descripció:
Bandera apaïsada, de proporcions dos d'alt per tres de llarg, verda, amb el primer terç vertical ocupat per quatre barres vermelles d'estructura ròmbica, que no es toquen entre elles, sobre un fons groc contornejat de blanc.
Va ser aprovada el 21 de novembre de 2005 i publicada al DOGC el 21 de desembre del mateix any amb el número 4534.